# Ein Chamäleon

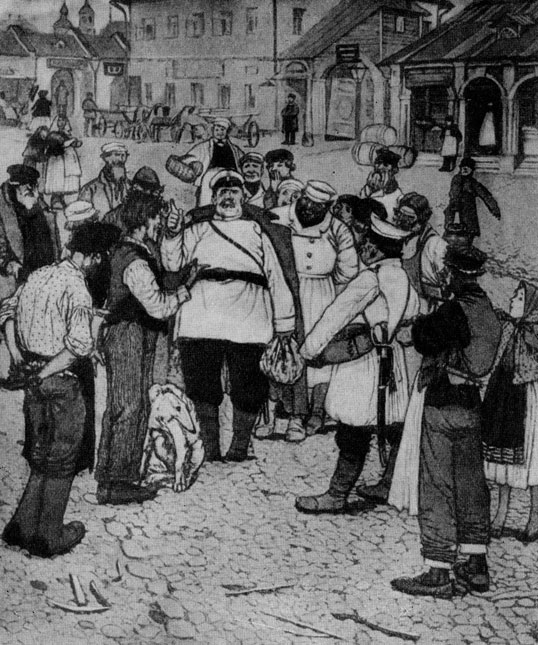
Illustration zu Ein Chamäleon
von Dmitri Kardowski aus dem Jahr 1910

Ein Chamäleon (russisch Хамелеон, Chameleon) ist eine Kurzgeschichte des russischen Schriftstellers Anton Tschechow, die am 8. September 1884 in der Wochenzeitschrift Oskolki erschien. Zu Lebzeiten des Autors wurde der Text ins Bulgarische, Ungarische, Deutsche, Polnische, Serbokroatische, Finnische und Tschechische übertragen.

## Inhalt
Ein junger weißer Windhund mit spitzer Schnauze hat dem Goldschmied Chrjukin auf dem Marktplatz in den Finger gebissen. Dem vorbeikommenden Polizeiaufseher Otschumelow missfällt die Menschenansammlung. Er will Ordnung schaffen und schimpft, dieser Schurke, der einen Hund frei herumlaufen lässt, soll streng bestraft werden. Jemand aus der Menge vermutet, der Hund gehöre dem General Shigalow. Der Polizeiaufseher kommt ins Schwitzen und bezweifelt, wie das Hündchen an den Finger des hochgewachsenen Goldschmieds herangekommen sein soll. Nach der festen Überzeugung des Schutzmanns Jeldyrin an der Seite des Polizeiaufsehers kann der General nicht der Besitzer des Hundes sein. Denn der weiße Windhund, dieses Scheusal, humpelt und hat einen gelben Fleck auf dem Rücken. Der General aber hält nur teure Rassetiere. Verunsichert schickt der Polizeiaufseher seinen Schutzmann Jeldyrin zum General. Da kommt Prochor, der Koch des Generals, über den Markt gelaufen und wird befragt. Als Prochor aussagt, solche Hunde habe der General nicht, will der Polizeiaufseher das herrenlose Tier umbringen lassen. Prochor, der noch nicht zu Ende ausgesagt hat, fügt abschließend bei: „Der gehört dem Bruder des Generals, …“.
Unverzeihlich, lächelt der Polizeiaufseher, der Bruder des Generals, ein Windhundeliebhaber, ist zu Besuch gekommen und er, der Polizeiaufseher, hat nichts davon gewusst. Der Goldschmied wird von Polizeiaufseher abgekanzelt. Otschumelow, der oberste Polizist vor Ort, meint: „… so ein süßes Hundevieh …“.

## Adaptionen
- Kurzfilm (8 min, russisch) mit Igor Iljinski[4] bei YouTube.
- Aufführung (8 min, russisch) bei YouTube.
- 1929, Sowjetunion, Meschrabpom: Beamte und Menschen[5] – 65 min-Episodenfilm von Jakow Protasanow und Michail Doller mit Iwan Moskwin[6] als Otschumelow.
- 1971, Sowjetunion, TV-Gesellschaft Bildschirm[7]: Diese verschiedenen, verschiedenen, verschiedenen Gesichter …[8] – Episodenfilm von Igor Iljinski (russisch).
- 2009, Russland, Studio Animos: Otschumelow[9] – 13 min-Trickfilm (russisch) von Alexei Djomin[10].

## Rezeption
Gorki schrieb Tschechow im Juli 1902, ein Schuhmacher aus Boryspil habe ihn auf die Geschichte hin angesprochen; wollte mehr von diesem Autor lesen.

## Verwendete Ausgabe
- Gerhard Dick (Hrsg.), Wolf Düwel (Hrsg.): Anton Tschechow: Gesammelte Werke in Einzelbänden: Ein Chamäleon. S. 213–217 in: Gerhard Dick (Hrsg.): Anton Tschechow: Vom Regen in die Traufe. Kurzgeschichten. Aus dem Russischen übersetzt von Ada Knipper und Gerhard Dick. Mit einem Vorwort von Wolf Düwel. 630 Seiten. Rütten & Loening, Berlin 1964 (1. Aufl.)[12]